# Chiesa dei Santi Gervasio e Protasio (Baveno)
La chiesa dei Santi Gervaso e Protaso è un edificio religioso situato a Baveno, in provincia del Verbano-Cusio-Ossola e diocesi di Novara; fa parte dell'unità pastorale di Gravellona Toce.

## Storia
L'edificio è situato nel centro di Baveno in posizione sopraelevata rispetto alla strada litoranea e occupa un lato della piazza su cui si affaccia anche il battistero. Conserva la facciata e un muro perimetrale di un edificio romanico ad una navata con abside probabilmente semicircolare. Il campanile è forse di epoca precedente.
L'impianto originario risale al XII secolo ma è stato oggetto di rifacimenti in epoche successive che ne hanno alterato le forme. L'abside poligonale attuale risale al 1607, successiva è l'aggiunta delle cappelle laterali, la sacrestia è del 1717 e la volta della navata è di epoca barocca. La pieve di Baveno è citata nella Bolla di Papa Innocenzo II del 1133 (Plebem Baveni cum capellis suis) indirizzata al vescovo Litifredo con l'elenco delle pievi della diocesi. Viene menzionata un'iscrizione nell'edificio in cui è riportato che la chiesa di Santi Gervaso e Protaso di Baveno venne nuovamente consacrata il 13 maggio del 1343 dal vescovo Guglielmo Amidano.

## Esterni
In facciata le uniche decorazioni presenti sono nel portale e nelle semplici cornici di archetti pensili con due lesene intermedie. Nel muro perimetrale gli archetti sono doppi e alternano pietra e mattoni ottenendo un effetto di policromia. Nella parte centrale della facciata è presente una piccola finestra quadrilobata, un'altra quadrangolare è di epoca più recente, sui lati due finestre a bifora sono state murate. Nella facciata sono murate due epigrafi romana, quella a sinistra è databile all'epoca claudiana (dal 41 al 54 d.C.), di quella di destra non è decifrabile il testo rendendone impossibile la datazione.
Il portale è archivoltato e strombato e decorato con capitelli a motivi geometrici e floreali.
Il campanile a pianta quadrata è a sei piani con cella campanaria terminale, la muratura è rozza con ciottoli disposti in modo irregolare e pochi blocchi di pietra sbozzati negli angoli. I decori di archetti pensili appaiono di fattura rozza e poco armoniosa. Nel tempo le originarie bifore e trifore dei piani superiori sono state murate.
L'abside attuale risale al 1607, come riportato da graffito esterno.

## Interni
Affreschi di epoca gotica decorano i pilastri, in una cappella laterale due tavole, un'Adorazione della Vergine e una Presentazione al Tempo, forse originariamente parte di un polittico, sono attribuite a Defendente Ferrari.
Nell'abside un'Annunciazione attribuita a Camillo Procaccini, un Sacrificio di Isacco attribuito a Giuseppe Vermiglio e una Santa Lucia di Isidoro Bianchi. Notevole anche il crocifisso ligneo cinquecentesco con la visione del Golgota affrescata dai Francinetti come sfondo.